# Placa de l'Amur

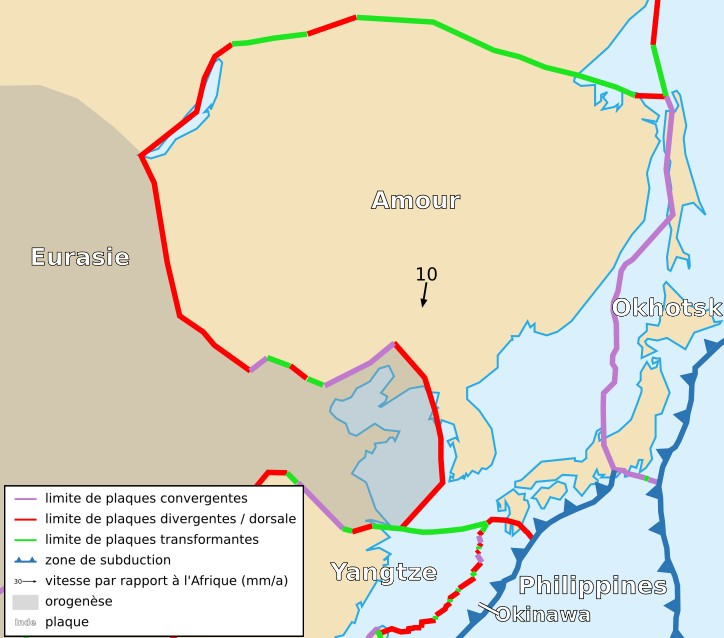
Mapa de la placa de l'Amur i les plaques tectòniques adjacents (en francès)

La placa de l'Amur és una placa tectònica continental que cobreix Manxúria, la península de Corea, l'oest del Japó i el krai de Primórie. No s'ha establert encara si es tracta d'una placa independent o d'una part de la placa eurasiàtica.
Limita al nord i a l'oest amb la placa eurasiàtica, a l'est amb la placa d'Okhotsk i al sud amb la placa filipina, el Graben de Suruga i el Graben de Nankai.
La zona del Rift del Baikal es considera un dels límits entre la placa de l'Amur i la placa eurasiàtica. Segons indiquen els mesuraments del GPS, la placa es va girant lentament en sentit antihorari.
S'especula que la placa de l'Amur pugui haver participat en el terratrèmol de Tangshan de 1976 a la Xina.